# Tau Scorpii
Tau Scorpii is een ster in het sterrenbeeld Schorpioen. De ster heeft een massa van 15 zonnenmassa's, wat het een uitzonderlijk massieve ster maakt.